# Tobias Adami
Tobias Emmanuel Adami (* 30. August 1581 in Werda, Vogtland; † 29. November 1643 in Weimar) war ein Philosoph und Mitglied der Fruchtbringenden Gesellschaft.

## Leben
Adami war der Sohn des preußischen Beamten Matthäus Adami und seiner Ehefrau Eva Walter. Aus dem Briefwechsel seiner Eltern ist zu ersehen, dass sich Adami als Kind bei einem Sturz die Fugen deß lincken KinnBackens verletzt hatte. Dieser Umstand behinderte ihn zeit seines Lebens beim Sprechen.
Seine Schulzeit absolvierte Adami in Werda und Zwickau. Mit 16 Jahren immatrikulierte er sich an der Universität Leipzig, wo er unter anderem den cursus philosophicus bei H. Pursius belegte. Des Weiteren begann er ein Studium der Medizin bei Balthasar Giller, wechselte aber kurze Zeit später nach Tübingen, um dort Jura zu studieren. Im Winter 1599/1600 beendete Adami seine Studien und kehrte nach Hause zurück.
1604 berief ihn Daniel von Watzdorf zum Präzeptor, doch mit seinem Schüler kehrt er noch im selben Jahr an die Universität Leipzig zurück. Nachdem Adami bei Wilhelm Schmuckius (1575–1634) seine Thesen in Ius civile verteidigt hatte, konnte er, durch ein Stipendium unterstützt, in Leipzig ein Privatkolleg einrichten und bis 1616 aufrechterhalten. Gleichzeitig nahm er in den Jahren 1607 bis 1616 eine Stelle als Hauslehrer im Hause von Rudolf von Bünau an. Über seinen Arbeitgeber lernte er 1607 an der Universität Altdorf Konrad Rittershausen und Scipio Gentilis kennen.
Zwei Jahre später begleitet Adami Rudolf von Bünau auf dessen Reise nach Italien, Griechenland Zypern, Syrien, Palästina und zurück über Malta und Italien. In Neapel verbrachte er fast ein Jahr, da er mit dem hier eingekerkerten Tommaso Campanella Freundschaft schloss. Dessen Werke gab Adami später heraus. Eine Gedichtauswahl erschien 1622 in der Druckerei von Fürst Ludwig I. von Anhalt-Köthen.
Bei der Rückreise trafen Adami und Bünau in Rom Federico Cesi und in Florenz Galileo Galilei. Adami immatrikuliert sich am 12. Mai 1613 an der Universität Siena. Ein Jahr später brachen die beiden zu einer Reise nach Spanien auf; allein in Madrid blieben sie neun Monate. Von dort reisten sie über Paris und Amsterdam nach London. Auf der Heimreise 1616 schlug Adami eine Professur für Geschichte und Rhetorik an der Universität Wittenberg aus. 1617 trat er in sachsen-weimarische Dienste. Dort avancierte er 1626 zum Hofrat.
Zwischen 1619 und 1621 begleitete er zusammen mit Hans Bernd von Botzheim die Herzöge Albrecht von Sachsen-Eisenach und Johann Friedrich von Sachsen-Weimar auf deren Grand Tour durch die Schweiz und Frankreich.
Aus Paris, wo sich die Reisegruppe 1621 befand, widmete er Campanellas Gedichte unter anderem seinem Tübinger Studienfreund Johann Valentin Andreae, ebenfalls einem Mitglied der Fruchtbringenden Gesellschaft. Mit diesem gründete er auch die Societas Christiana.
1628 heiratet Tobias Adami Sabina Catherina Neunobel, die Tochter des sachsen-lauenburgischen Kanzlers Johann Wilhelm Neunobel. Die Ehe war nur von kurzer Dauer, da Sabina Catherina bereits am 29. August 1629 verstarb.
Im gleichen Jahr wurde er in die Fruchtbringende Gesellschaft aufgenommen.
Im Köthener Gesellschaftsbuch wird Adami unter der Nr. 181 geführt. Hier finden sich auch sein Gesellschaftsname der Gehärte und seine ihm verliehene Devise Wann er auskommt. Als Emblem wurden ihm Corallen zugedacht. Adami antwortet mit folgendem Reimgesetz auf seine Aufnahme:

„Gehärtet williglich
Ich mich genennet hab’: uns unser Schöpfer liebet
Wan wir gehärtet seind in not gedültiglich
Drin warten seiner hülf’: Alsdann wir nicht betrübet
Sein können weil es uns zum besten dient allein
Durch viel Trübsalen wir ins Himmelreich gehn ein.“

Drei Jahre später heiratete Adami 1632 Martha Brand, die Tochter des Ratsherrn zu Erfurt Heinrich Brand. 11 Jahre später stirbt Tobias Adami am 29. November 1643 im Alter von 62 Jahren in Weimar.